# Giuseppe Fiori (narratore)
Giuseppe Fiori (Rieti, 1942) è uno scrittore italiano, di letteratura per ragazzi e polizieschi.

## Biografia
Giuseppe Fiori nasce durante la guerra a Rieti nella casa dei nonni materni e si trasferisce presto a Roma dove il padre, antifascista e già aderente al partito popolare di don Sturzo, esercita la professione di avvocato. Il clima del dopoguerra sarà oggetto del suo libro La conversazione sparita.
All’inizio degli anni Sessanta studia Giurisprudenza a La Sapienza. All’Università conosce Maruzza che sposerà alla fine del ’69, quando lei, diplomata interprete di russo,  inizia a viaggiare e lavorare tra Mosca e Leningrado.
Dopo la laurea e i concorsi per la pubblica amministrazione, il suo primo lavoro è a Milano come vice commissario di polizia alla Questura. Di questo particolare periodo (sono gli anni ’68 e ’69) e dell’incontro con la moglie c’è ampia testimonianza nel libro La memoria spezzata.
Nel 1970 torna a Roma, al Ministero della Pubblica Istruzione, dove svolge funzioni prima direttive e poi dirigenziali fino alla conclusione della carriera.
Pubblica articoli, saggi e manuali, tra i quali: Gli IRRSAE, Lo stato giuridico del personale della scuola, Breve saggio sulla mobilità e dintorni e La scuola italiana: mappa dei profili normativi. Per un certo tempo è redattore e poi direttore di Annali della Pubblica Istruzione. 
Dopo il 2000 svolge l'incarico di direttore generale dell'Ufficio scolastico regionale per la Puglia a Bari, dove nel 2006 gli viene assegnata la cittadinanza onoraria. Intanto prosegue parallelamente la sua attività di narratore con un particolare interesse per i gialli e le favole: un esempio è il lungo racconto I sogni di re straccione.

## Opere

### Libri per ragazzi
- Celestino e Ribò - La Goliardica Editoriale, 1979; Manni Editori, 2003
- La leggenda dell'Acanpesce - Le Monnier, 2002
- I sogni di re straccione - Casa editrice Giuseppe Laterza & figli 2006
- Frittelle d'acqua - Manni Editori, 2006
- Phantomas - Manni Editori, 2010
- Clandestini (con Luigi Calcerano) - Ilpepeverde.it, 2014
- Il volo del capriolo - Ilpepeverde.it, 2014

### Romanzi polizieschi
- L'uomo di vetro (con Luigi Calcerano) - Il Ventaglio, 1985
- L'innocenza del serpente (con Luigi Calcerano) - Il Ventaglio, 1987
- La professoressa e l'ippopotamo. Racconto giallo-ecologico (con Luigi Calcerano) - Edizioni SEI, 1992
- Serpentara P.S. (con Luigi Calcerano) - Nuova Italia, 1992
- Una nuova avventura per Sherlock Holmes (con Luigi Calcerano) - Edizioni Archimede Mondadori, 1994
- Filippo e Marlowe indagano (con Luigi Calcerano) - Edizioni Valore Scuola, 1996
- Ladri e guardie (con Luigi Calcerano) - Editori Riuniti, 2007
- Un delitto elementare (con Luigi Calcerano) - Sovera, 2008
- Chi ha rubato Pecos Bill? - Manni, 2008
- La bella addormentata nel parco - Avagliano Editore, 2010

### Racconti polizieschi
- Uomo di vetro, uomo di piombo. Quattro storie gialle (con Luigi Calcerano) - Edizioni Valore Scuola, 2002
- Delitti indelicati (con Luigi Calcerano) - Manni Editori, 2003
- Colpevole per forza (con Luigi Calcerano) - Manni Editori Delos Digital, 2003
- Il grande coniglio bianco (con Luigi Calcerano) - Manni Editori Delos Digital, 2003
- Grande colpo alla Serpentara P S (con Luigi Calcerano) - Manni Editori Delos Digital, 2003

### Antologie
- Uno studio in giallo: antologia del racconto poliziesco (con Luigi Calcerano) - Nuova Italia, 1989 (a cura di)
- Una storia di spie (con Luigi Calcerano) - Nuova Italia, 1998 (a cura di)

### Altri romanzi
- Una Studebaker azzurra  - Manni Editori, 2005
- La conversazione sparita  - Manni Editori, 2013
- Sherlock Holmes a Roma (con Luigi Calcerano)  - Delos book, 2013
- Il cocomero a primavera (con Emanuele Forzani)  - Manni Editori, 2013
- La memoria spezzata  - Manni Editori, 2013|2017
- Il pasticciaccio del commissario Martini - Manni Editori, 2019
- Stringhe di memoria - Manni Editori, 2021

### Saggi
- Gli Istituti Regionali di Ricerca Sperimentazione e Aggiornamento Educativi (con Giuseppe Cosentino) - La Nuova Italia Scientifica, 1981
- Lo stato giuridico del personale della scuola - Istituto Geografico De Agostini, 1990
- Guida alla lettura di Agatha Christie (con Luigi Calcerano) - Oscar Mondadori, 1990
- Breve saggio sulla mobilità e dintorni - l'informascuola, 1998
- La scuola italiana - Mappa dei profili normativi - TuttoscuolA, 2003
- Teoria e pratica del giallo - Edizioni Conoscenza, (con Luigi Calcerano)- 2009
- Scuola in frammenti - Edizioni Anicia, 2020
- Di cosa parliamo quando parliamo di immaginazione - Edizioni Conoscenza, 2022